# 李恩誠
李恩誠（韓語：이은성，1988年8月8日—）或譯李恩星，韓國女演員。
2003年，通過電視劇《玉琳的成長日記》出道，在其中飾演主角的朋友徐靜敏，2009年出演電影《國家代表》之後就中斷了演藝活動。

## 個人生活
2008年，拍攝徐太志第8張專輯MV與其結識，2009年末開始交往。2013年5月15日，徐太志在自己的官方網站公布與李恩誠的婚訊。2014年3月，徐太志方面相關人士確認了徐太志夫婦即將為人父母的消息。

## 演出作品

### 電視劇
- 2003年：KBS《玉琳的成長日記》飾演 徐靜敏
- 2005年：KBS《玉琳的成長日記2》飾演 徐靜敏
- 2007年：KBS《詐騙信用調查所》飾演 劉恩才
- 2007年：MBC《順其自然》飾演 韓知秀
- 2008年：SBS《幸福》飾演 朴愛多

### 電影
- 2005年：《多細胞少女》
- 2006年：《忽然有一天》
- 2006年：《突然某一天-聯考倒數計時 Roommates》
- 2006年：《Dasepo Naughty Girl》
- 2007年：《The Old Garden》
- 2007年：《Milky Way Liberation Front》（客串）
- 2007年：《遊戲》
- 2007年：《熱情如火》（客串）
- 2009年：《國家代表》

### MV
- 2004年：T.O《발자국/足跡》
- 2007年：Epik High《Fan》
- 2008年：Sweet Sorrow《멀어져/遠去》
- 2008年：徐太志《Bermuda Triangle》

## 腳註
1. ↑  徐太志准新娘李恩星何許人也？ （页面存档备份，存于） 朝鮮日報中文網
2. ↑  克服16歲年齡差 徐太智宣布結婚 （页面存档备份，存于） 朝鮮日報中文網
3. ↑  韓星徐太志喜當爹 嬌妻李恩承懷孕4個月 （页面存档备份，存于） bnt新聞